# Act a Fool (cântec de Ludacris)
Act A Fool este un clip video în care apar vedetele din filmul de acțiune Mai furios, mai iute. Această melodie a fost lansata în anul 2004 iar aici apare: Paul Walker, Ludacris, Tyrese Gibson.
Ludacris este cel ce cântă aceasta melodie.
Filmările au avut loc în Miami, Florida, Statele Unite Ale Americii.

## Clasamente
| Clasament (2003)                     | Poziție de vârf |
| ------------------------------------ | --------------- |
| US Billboard Hot 100                 | 32              |
| US Hot R&B/Hip-Hop Songs (Billboard) | 20              |
| US Hot Rap Songs (Billboard)         | 10              |